# ذبیح‌الله ذبیحی قوچانی
ذبیح‌الله ذبیحی قوچانی (۱۳۲۹ – ۱۴۱۴ قمری / ۱۲۸۹–۱۳۷۲ خورشیدی) از فقهای و علمای معاصر بود. 

زادگاه وی روستای خیرآباد از توابع قوچان بود. تحصیلات حوزوی را در قوچان سپس مشهد انجام داد. از محمدتقی نیشابوری معروف به ادیب دوم (ادبیات عرب)، میرزا احمد مدرس یزدی (لمعه)، هاشم قزوینی، حسن برسی و… (مکاسب، رسایل و کفایه)، حاج‌آقا حسین قمی (درس خارج) و میرزا مهدی اصفهانی (معارف) فراگرفت. سپس از ۱۳۵۱ قمری در نجف از سید محمود شاهرودی (کفایه)، میرزای نائینی، آقا ضیا عراقی، محمدحسین غروی اصفهانی و سید ابوالحسن اصفهانی (خارج فقه و اصول) فراگرفت و به اجتهاد رسید. شش سالی در کربلا اقامت داشت. وی علاوه بر فقه و اصول در فلسفه و عرفان نیز به تحصیل پرداخت و در نجف نزد عرفایی چون میرزاعلی آقای قاضی سال‌ها به سیر و سلوک پرداخت و با مبانی عرفانی مصطلح آشنا شد. لیکن بعدها از وی جدا گردید و با آنکه به مبانی فلسفی و عرفانی اشراف داشت لیکن به این مبانی معتقد نبود بلکه با آن مخالف بود. وی با سید ابوالفضل برقعی و اخباری‌ها به مخالفت پرداخت. وی در سال ۱۳۷۱ قمری (۱۳۳۱ خ) از نجف به قوچان بازگشت؛ و سال‌ها در آن شهر اقامت نمود. وی با تأسیس مدرسه علمیه محمودیه فاروج آنر اداره و در آن تدریس می‌کرد. وی سال ۱۳۸۱ قمری (۱۳۴۱ خ) به مشهد آمده و تا پایان عمر در این شهر اقامت نمود و در ۲۴ اسفند ۱۳۷۲ خ (۳ شوال ۱۴۱۴ قمری) در مشهد بر اثر سکته قلبی درگذشت و پس از تشییع جنازه باشکوه در صحن آزادی حرم مطهر رضوی به خاک سپرده شد.